# Нановица
Нановица (болг. Нановица) — село в Болгарии. Находится в Кырджалийской области, входит в общину Момчилград. Население составляет 442 человека.

## Политическая ситуация
В местном кметстве Нановица, в состав которого входит Нановица, должность кмета (старосты) исполняет Басри Мустафа Исмаил (Движение за права и свободы (ДПС)) по результатам выборов правления кметства.
Кмет (мэр) общины Момчилград — Ердинч Исмаил Хайрула (Движение за права и свободы (ДПС)) по результатам выборов в правление общины.